# Phúc Sơn, Hà Nội
Phúc Sơn là một xã thuộc thành phố Hà Nội, thủ đô của Việt Nam. Xã được hình thành trên cơ sở sáp nhập xã Mỹ Xuyên, Phúc Lâm, Thượng Lâm, Tuy Lai và một phần của xã Đồng Tâm thuộc huyện Mỹ Đức cũ trong đợt Sáp nhập tỉnh, thành Việt Nam 2025.

## Hành chính
Xã Phúc Sơn được thành lập theo Nghị quyết số 1656/NQ-UBTVQH15 của Ủy ban Thường vụ Quốc hội Việt Nam, ban hành ngày 16 tháng 6 năm 2025. Theo đó, sắp xếp toàn bộ diện tích tự nhiên, quy mô dân số của các xã Mỹ Xuyên, Phúc Lâm, Thượng Lâm, Tuy Lai và một phần diện tích tự nhiên, toàn bộ quy mô dân số của xã Đồng Tâm thuộc huyện Mỹ Đức cũ thành xã mới có tên gọi là xã Phúc Sơn.
Sau sắp xếp xã có diện tích tự nhiên 49,23 km2, quy mô dân số 50.419 người. Phía Bắc giáp xã Trần Phú và Hòa Phú, phía Tây tỉnh Phú Thọ, phía Đông giáp xã Hòa Phú và Ứng Thiên, phía Nam giáp xã Hồng Sơn và Vân Đình. Trụ sở Đảng ủy xã đặt tại thôn Lai Tảo, trụ sở Ủy ban nhân dân xã đặt tại khu trung tâm Mỹ Thành, thuộc xã Mỹ Xuyên cũ.